# Torre di Mercurio
La torre di Mercurio è una torre d'avvistamento di epoca romana dell'antica Pompei, ubicata nella Regio VI nei pressi di porta Vesuvio.

## Descrizione

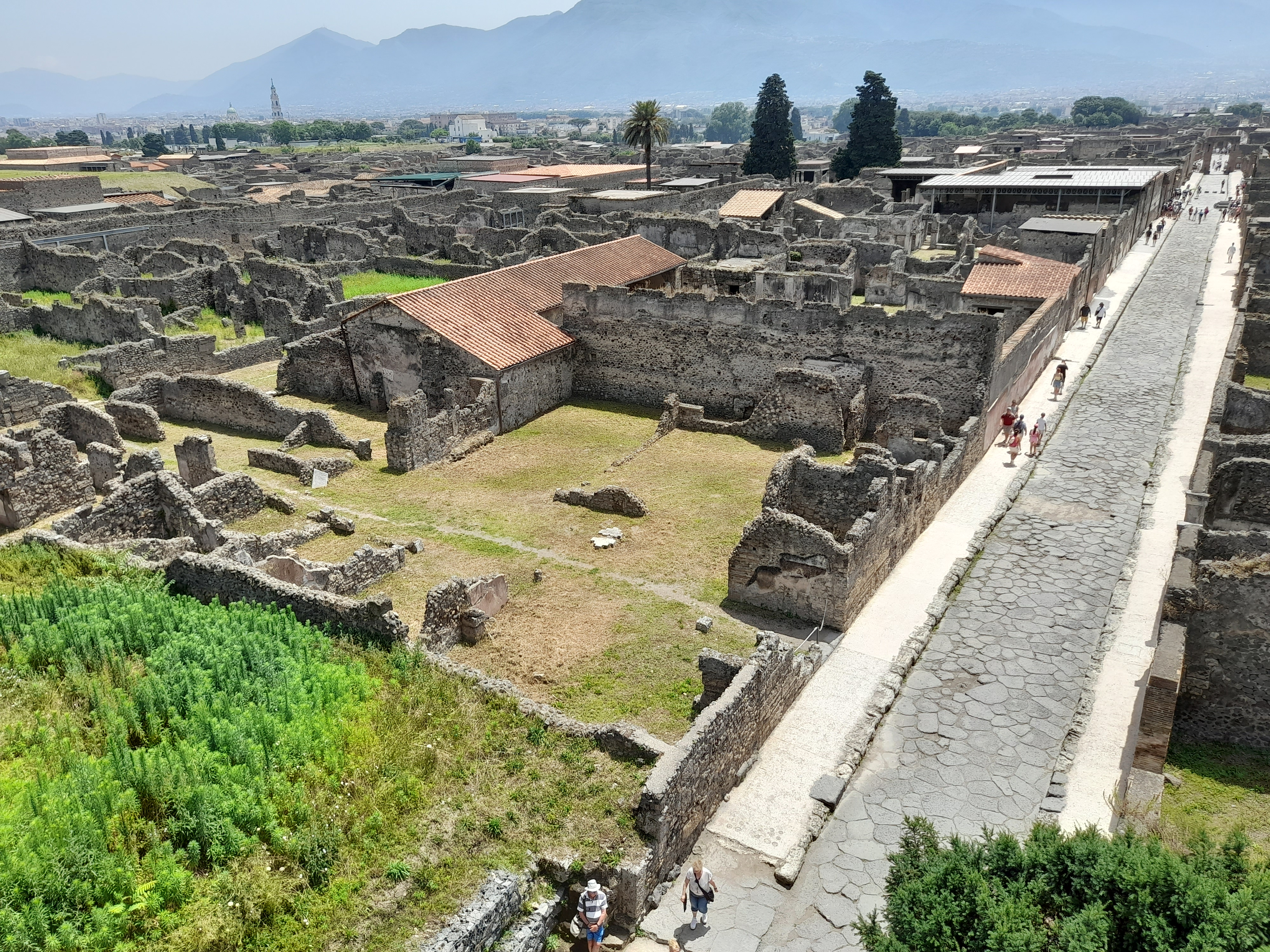
Panorama degli scavi di Pompei dalla torre di Mercurio

È la struttura più alta dell'intero sito archeologico, da cui è possibile ammirare la parte nord occidentale dell'antica città. Conservatasi pressoché intatta, è sviluppata su tre livelli fuori terra, incastonata all'interno della cinta muraria.
Il terzo livello è un terrazzo merlato, utilizzato dalle ronde che sorvegliavano la città da posizione sopraelevata. Sulla struttura sono ancora visibili i segni dei proiettili delle catapulte dell'esercito di Silla, il quale assediò la città nell'89 a.C. mentre lungo le mura ci sono le tracce dei solchi delle macchine da guerra usate a scopo difensivo.
Indagini archeologiche condotte dall'Università di Tor Vergata hanno stabilito che fino al IV secolo a.C. al posto della torre di Mercurio esisteva una porta di accesso alla città, poi murata.
Dopo un periodo in cui sono stati effettuati lavori di restauro, la torre è tornata fruibile al pubblico dal 23 dicembre 2022.